# گراداچاتس
گراداچاتس (بوسنیایی: Gradačac) یک شهر بوسنی و هرزگوین است که در کانتون توزلا واقع شده است.

## خصوصیات
گراداچاتس ۲۱۸ کیلومترمربع مساحت و ۴۱٬۸۳۶ نفر جمعیت دارد.

## خواهرخوانده
شهرهای دورن، سیواس و کاستندولو خواهرخوانده‌های گراداچاتس هستند.